# Гнусарев, Алексей Николаевич
Алексей Николаевич Гнусарев — советский хозяйственный, государственный и политический деятель.

## Биография
Родился в 1910 году. Член КПСС.
С 1929 года — на хозяйственной, общественной и политической работе. В 1929—1961 гг. — ответственный партийный работник в Туркменской ССР, первый секретарь Тахта-Базарского райкома КП(б) Туркменистана, заведующий отделом, секретарь Марыйского обкома КП(б) Туркменистана, секретарь Ташаузского обкома КП(б) Туркменистана, заведующий сельскохозяйственным отделом ЦК КП(б) Туркменистана, секретарь, второй секретарь Ташаузского обкома КП(б) Туркменистана, секретарь, второй секретарь Марыйского обкома КП(б) Туркменистана.
Избирался депутатом Верховного Совета СССР 2-го созыва, Верховного Совета Туркменской ССР 5-го созыва.
Умер после 1961 года.

## Награды
- Орден Отечественной войны I степени (1946)
- Орден Трудового Красного Знамени (1944, 1957)
- Орден Знак Почёта (1950)